# The Clement Peerens Explosition
The Clement Peerens Explosition (ook CPeX genaamd) is een Vlaamse rockgroep. De groep is bedoeld als parodie op de gemiddelde stoere rock- of metalgroepen. De teksten worden in het Antwerps dialect gezongen en draaien meestal rond thema's die bij het typetje Clement Peerens passen. Machopraat over vrouwen ("'T is altijd iets met die wijven", "Foorwijf", "Loeten",...) en caféproblematiek ("Als ik er ene geef", "Pinokkio",...) vormen de voornaamste thema's. De band werd erg populair vanwege hun hilarische teksten en "heavy" geluid.

## Geschiedenis
Het idee voor de groep vond zijn oorsprong in het radioprogramma Het Leugenpaleis (1988-1998) van Bart Peeters en Hugo Matthysen op Studio Brussel. Tijdens deze show ontving Peeters geregeld "de Antwerpse popkenner" Clement Peerens (gespeeld door Matthysen). Het typetje vertelde in plat Antwerps dialect allerlei absurde anekdotes over bekende rocksterren.
In 1994 kreeg Matthysen het idee om ter gelegenheid van Humo's Pop Poll een rockgroep rond het typetje op te richten en ook die avond op te treden. Dit werd de "Clement Peerens Explosition". Matthysen speelde de rol van Clement Peerens, de leadzanger en gitarist van de band. Hij draagt altijd een zonnebril en jeansvest. Ronny Mosuse vervulde de rol van basgitarist Sylvain Aertbeliën, een energieke vrouwenversierder getooid in opengeknoopt hemd, zonnebril en afropruik. Bart Peeters (alias François "Vettige Swa" De Bock) was de drummer. Hij droeg een petje van IKEA en eveneens een zonnebril.
In 1994 had de groep haar eerste hit met het nummer "Dikke Lu" en bracht haar debuutalbum uit. Een tweede plaat volgde een jaar later, samen met de hit "Foorwijf". Rond dit laatste nummer ontstond enige tijd commotie. Een aantal echte kermisvrouwen voelden zich beledigd door het lied. Het lied gaat niet zozeer over vrouwen die hun kost verdienen op de kermis, want de term is een algemeen Antwerps dialectwoord voor "een volkse, platvloerse vrouw".
In 1999 brachten ze hun derde album uit, vergezeld van de hit "Vinde gij mijn gat (niet te dik in deze rok)?". Ter gelegenheid werden op dit album ook het leeuwendeel van hun beste nummers opnieuw gecompileerd. In 2000 volgde de plaat "De Wraak van Moeder Fazant op Gescheiden Vrouwen met een Rotsmoel". De Clement Peerens Explosition verscheen ook regelmatig in het programma Het Peulengaleis. Tine Embrechts speelde er een lid van Peerens' entourage.
Nadien trad de groep lange tijd niet meer op en brachten ze ook geen nieuwe albums meer uit. Een uitzondering was hun concert tijdens Humo's Pop Poll-avond in 2003, toen Guy Mortier met pensioen ging. Pas vijf jaar later, op 3 maart 2008, opnieuw tijdens de Pop Poll-avond, begon de Clement Peerens Explosition aan een nieuwe tournee en album. Wel werd Bart Peeters wegens tinnitus  vervangen door een nieuwe drummer, Aram van Ballaert, die het personage Dave de Peuter/Lady Dave vertolkte. Het officiële verhaal luidde dat "Vettige Swa" niet meer kon optreden omdat hij in een Thaise gevangenis zit. Hun nieuwe single "Geft da kaske na is hier!" en vijf andere nieuwe nummers stonden samen met ouder materiaal op een nieuwe cd "Masterworks". Eén nummer werd ingezongen door Sylvain, "There is only one Sylvain!" en één track is een cover van het dEUS-nummer "The Architect".
Het album "Olraait" (Antwerps voor de Engelse kreet "Alright") was mits opleg beschikbaar als bijlage bij het weekblad HUMO in april 2011 en lag later in de winkelrekken. Op dit album staan uitsluitend nieuwe tracks, waaronder ook het titelnummer van de film "Frits & Freddy" en een elektronisch nummer van de (fictieve) groep Geigerteller uit 1980 getiteld "Sexy robot". Enkele nummers refereren aan "Vettige Swa" en diens frituur en avonturen in de Thaise gevangenis, alsook de reden van zijn gevangenschap.
Clement Peerens was het onderwerp van een documentaire in de zesde en laatste aflevering van de vierde reeks van het Canvas-programma Belpop. Deze werd uitgezonden op maandag 14 november 2011. Deze ludieke pseudo-documentaire vertelt het fictieve levensverhaal van frontman Clement Peerens, afgewisseld met de (echte) geschiedenis van de groep CPeX. Zo komt de kijker te weten dat Clement geboren werd te Leopoldville in de voormalige Belgische kolonie Kongo, dat Sylvain de onwettige halfbroer van Clement zou zijn en dat de zanger gevolgd wordt door mirakels van de "Zwarte Mamba". Cois De Bock komt aan het woord in de Thaise gevangenis over diens aanhouding. Drummer Dave outte zich eerder als transseksueel, laat zich Lady Dave noemen en wacht op zijn operatie. Tijdens optredens zingt hij De Roos van Ann Christy.
De dag van de uitzending is Clement samen met Cois te horen op Studio Brussel, waar blijkt dat Cois recent ontsnapte met de hulp van zanger Milow en nu werkt als diens roadie.

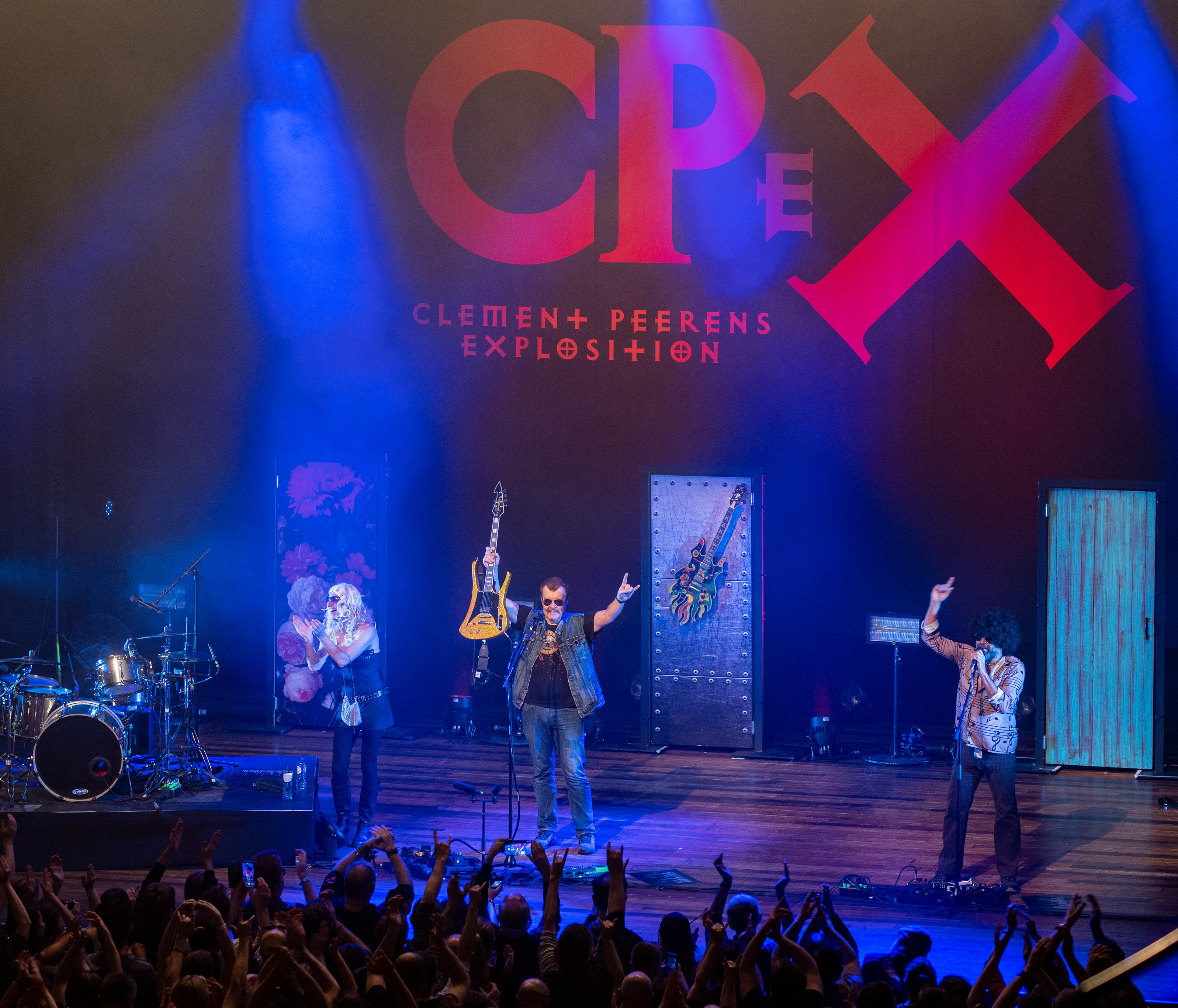
Afscheid Clement Peerens Explosition

Eind 2021 kondigde The Clement Peerens Explosition eind 2022 nog eenmaal op te treden in De Roma in Antwerpen, om daarna het bijltje er bij neer te gooien, in hun woorden "hun schup af te kuisen". Over de reden van stopzetting na 30 jaar blijft Peerens onduidelijk, "daar heeft niemand zaken mee". Uiteindelijk werden wegens grote belangstelling, niet 1 maar 10 afscheidsconcerten uitverkocht, goed voor 20.000 tickets. Ook in Het Depot in Leuven werden meerdere concerten uitverkocht. Tijdens de zomer van 2022 speelde de groep op de Lokerse Feesten, Linkerwoofer, Maanrock, Rock Ternat en Nostalgie Beach Festival. In december 2022 werd hun laatste single Afscheid Van Het Platteland uitgebracht. Daarnaast stopten ook hun live-optredens, met als afsluiter het laatste in de reeks van tien optredens in De Roma op 7 januari 2023.

## Groepsleden
- Clement Peerens (Hugo Matthysen)
- Sylvain Aertbeliën (ook wel "Black Magic Sylvain") (Ronny Mosuse)
- Dave 'Beast From Hell' de Peuter/Lady Dave (Aram Van Ballaert)

## Voormalig groepslid
- François De Bock (Vettige Swa) (Bart Peeters)

## Discografie[6]

### Singles
- Asbak (van Sid Vicious) (1999)
- Moeder (2000)
- Boormachien (2014)

### Ep's
- Dikke Lu (1994)
- Foorwijf (1995)
- De Wraak van Moeder Fazant op Gescheiden Vrouwen met een Rotsmoel (2000)

### Albums
- Vindegij Mijn Gat (Ni te Dik in deze Rok) (1999)
- Olraait! (2011)

### Best-of's
- Masterworks: Alles van CPeX (2008)